# Stazione di Niigata
La Stazione di Niigata (新潟駅?, Niigata-eki) è la principale stazione ferroviaria della città di Niigata, nella prefettura di Niigata della regione del Koshinetsu. Niigata è la più grande città sulla costa del Mar del Giappone sull'isola dell'Honshū e per questo la stazione ha un ruolo primario nei trasporti di tutta la sponda occidentale dell'isola giapponese. Qui termina il Jōetsu Shinkansen e transitano diverse linee regionali.

## Linee e servizi
East Japan Railway Company
■ Jōetsu Shinkansen
■ Linea principale Shin'etsu
■ Linea Hakushin
■ Linea Echigo
■ Linea Ban'etsu occidentale (servizio ferroviario)
■ Linea Jōetsu (servizio ferroviario)
■ Linea principale Uetsu (servizio ferroviario)

## Struttura
| Linee regionali                    |                              |                                                   |                                                     |
| 2 - 5                              | ■ Linea Echigo               | per Yoshida, Izumosaki e Kashiwazaki              |                                                     |
| 2 - 5                              | ■ Shin'etsu/Jōetsu           | per Nagaoka, Kashiwazaki, Naoetsu e Echigo-Yuzawa |                                                     |
| 2 - 5                              | ■ Linea Ban'etsu occidentale | per Gosen, Tsugawa, Kitakata e Aizu-Wakamatsu     |                                                     |
| 2 - 5                              | ■ Linea Hakushin/Uetsu       | per Toyosaka, Shibata, Sakamachi e Murakami       |                                                     |
| 2 - 5                              | Espresso limitato "Inaho"    | per Sakata, Ugo-Honjō e Akita                     |                                                     |
| 2 - 5                              | Rapido "Benibana"            | per Sakamachi, Imaizumi e Yonezawa                |                                                     |
| 2 - 5                              | 8・9                         | ■ Shin'etsu/Jōetsu                                | per Nagaoka, Kashiwazawaki, Naoetsu e Echigo-Yuzawa |
| 2 - 5                              | 8・9                         | ■ Linea Ban'etsu occidentale                      | per Gosen, Tsugawa, Kitakata e Aizu-Wakamatsu       |
| 2 - 5                              | 8・9                         | ■ Linea Hakushin/Uetsu                            | per Toyosaka, Shibata, Sakamachi e Murakami         |
| Rapido "Agano"                     | 8・9                         | per Gosen, Tsugawa, Kitakata e Aizu-Wakamatsu     |                                                     |
| Rapido stagionale "Kirakira Uetsu" | 8・9                         | per Tsuruoka, Sakata, Kisakata e Ugo-Honjō        |                                                     |
| 5・6・7                            | 8・9                         | Binari rimossi                                    |                                                     |
| Linee Shinkansen (alta velocità)   | 8・9                         |                                                   |                                                     |
| 11 - 14                            | 8・9                         | Jōetsu Shinkansen                                 | per Echigo-Yuzawa, Takasaki, Ōmiya e Tokyo          |

## Stazioni adiacenti
| «                          | Servizio                                                         | »                 |
| Jōetsu Shinkansen          | Jōetsu Shinkansen                                                | Jōetsu Shinkansen |
| -------------------------- | ---------------------------------------------------------------- | ----------------- |
| Tsubame-Sanjō              | Tutti i treni                                                    | Capolinea         |
| Linea principale Shin'etsu |                                                                  |                   |
| Linea Ban'etsu occidentale |                                                                  |                   |
| Echigo-Ishiyama            | Locale Rapido Agano                                              | Capolinea         |
| Niitsu                     | Rapido Kubikino Rapido Rakuraku Trein Shin'etsu/Ohayou Shin'etsu | Capolinea         |
| Linea principale Hakushin  |                                                                  |                   |
| Capolinea                  | Locale                                                           | Higashi-Niigata   |
| Capolinea                  | Rapido Benibana Rapido Rakuraku Murakami                         | Toyosaka          |
| Linea Echigo               |                                                                  |                   |
| Kamitokoro                 | Locale                                                           | Capolinea         |